# Ононське сільське поселення (Олов'яннинський район)
Оно́нське сільське поселення (рос. Ононское сельское поселение) — сільське поселення у складі Олов'яннинського району Забайкальського краю Росії.
Адміністративний центр — село Ононськ.

## Історія
2013 року було утворено село Верхній Ононськ шляхом виділення частини із села Ононськ.

## Населення
Населення сільського поселення становить 726 осіб (2019; 847 у 2010, 946 у 2002).

## Склад
До складу сільського поселення входять:
| Населений пункт       | Населення, осіб (2002) | Населення, осіб (2010) |
| --------------------- | ---------------------- | ---------------------- |
| Верхній Ононськ, село | -                      | -                      |
| Кулінда, село         | 241                    | 212                    |
| Ононськ, село         | 705                    | 635                    |